# Hope (Dakota Północna)
Hope – miasto w Stanach Zjednoczonych, w stanie Dakota Północna, w hrabstwie Steele.